# Straßburg-Passage
Die Straßburg-Passage ist eine 1908 erbaute Ladenpassage in Görlitz. Sie ist ein Baudenkmal im Jugendstil und verbindet die Berliner Straße mit dem Wilhelmsplatz.

## Geschichte

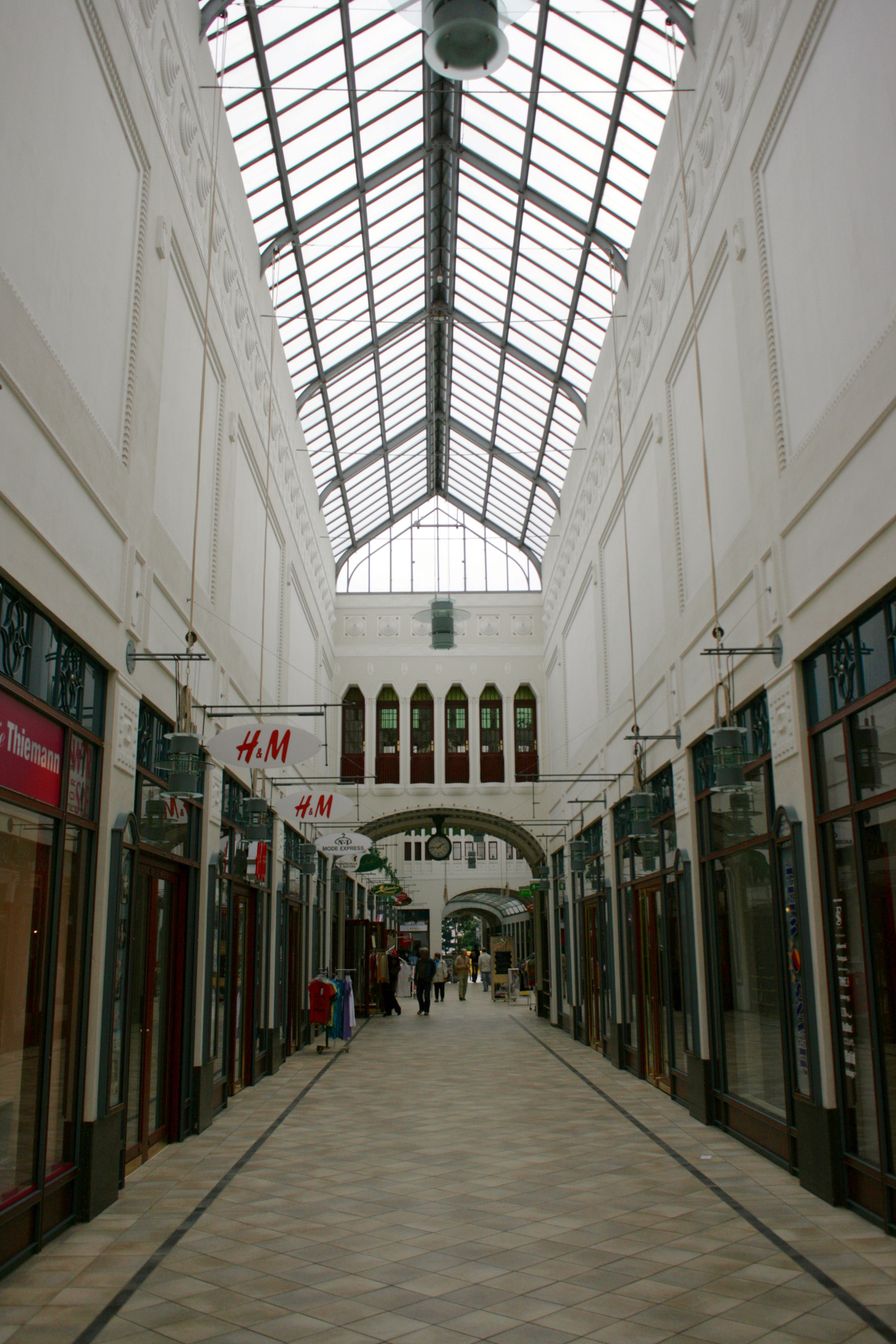
Blick in die Ladenpassage in Richtung Jakobsstraße bzw. Wilhelmsplatz

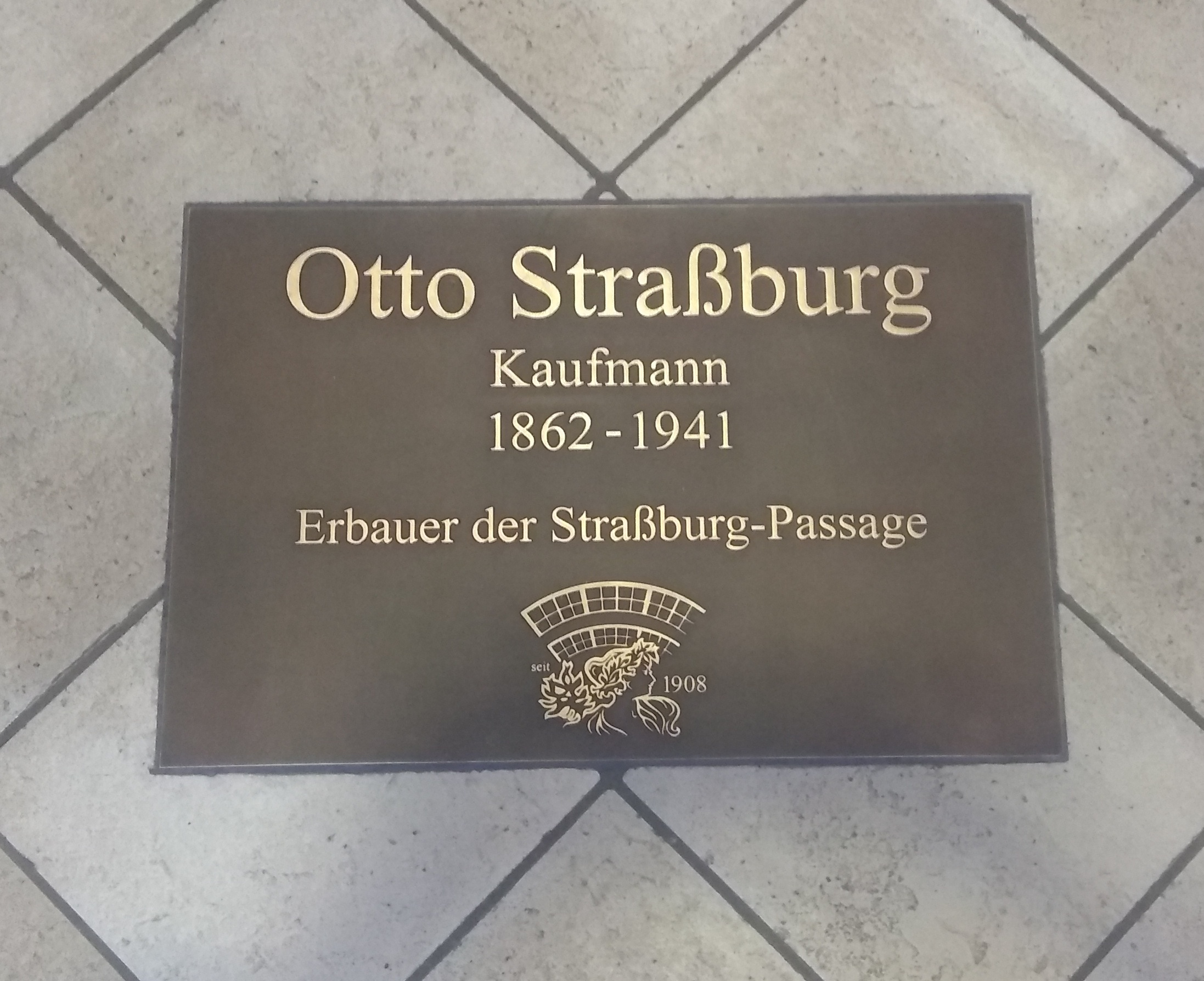
Gedenktafel Otto Straßburgs

Die Geschichte der Straßburg-Passage geht auf die Firmengründung von Otto Straßburg aus dem Jahre 1887 zurück. In der Berliner Straße 7 wurde das Spezialgeschäft für Leinen- und Baumwollwaren, Gardinen, Geraer Kleiderstoffe, sowie Aussteuerartikeln aller Art eröffnet. Das Geschäft wuchs rasch und so erweiterte man durch Anmietung und Kauf das Areal über die Jahre. Im Jahr 1907 konnte Otto Straßburg seine lang gehegten Gedanken verwirklichen und durch erneute Erweiterung die Verbindung zur parallel verlaufenden Jakobstraße herstellen. Der Entwurf für die zwischen beiden Straßenfronten das Grundstück durchquerende Passage stammte von dem Görlitzer Architekten Gerhard Röhr. Nach dem ersten Spatenstich im Juni 1908 erfolgte nach sechsmonatiger Bauzeit die Eröffnung.
Nach dem Krieg wurde die Passage enteignet, hatte aber als  „HO-Passage“ ihren hohen Stellenwert innerhalb von Görlitz bis zur Wende erhalten können.
Der Enkel des Firmengründers, Wolfgang Straßburg, übernahm nach der Wende 1990 die Passage und bemühte sich um deren Revitalisierung. In Abstimmung mit der Denkmalpflege entstand ein historisches Einkaufszentrum, das den technischen und logistischen Erfordernissen moderner Verkaufseinrichtungen Rechnung trägt.
Am 4. Mai 2019 wurde eine Gedenktafel für Otto Straßburg im Fußboden des Eingangs von der Berliner Straße her enthüllt.